# Arthur Komar
Arthur B. Komar (Brooklyn, 26 marzo 1931 – Syracuse, 3 giugno 2011) è stato un fisico e docente statunitense specializzato nella relatività generale e nella ricerca della gravità quantistica.

## Biografia
Nel 1957, presso la Syracuse University, intraprese un postdoc con Peter Bergmann per svolgere ricerche sulla gravità quantistica. Prima di giungere a Syracuse, trascorse un anno presso l'istituto Bohr di Copenaghen come Fellow della American-Scandinavian Foundation. Rimase a Syracuse come Assistant Professor e Professore Associato fino al 1963 quando lasciò per unirsi al Dipartimento di Fisica della Yeshiva University di New York City. Lì ebbe una carriera illustre, diventando decano della Scuola di specializzazione della scienza per un periodo di 10 anni, 1968-78. Komar è stato poi presidente del dipartimento di fisica fino al 1982 e dal 1983 al 1986 fu presidente della divisione di scienze naturali. Rimase a Yeshiva come professore di fisica fino al suo pensionamento nel 1997. Dal 1984 fino al suo pensionamento, ha lavorato come professore aggiunto alla NYU. Un anno dopo il suo pensionamento, Komar tornò a Syracuse per vivere con la sua compagna di lunga data, Alice Honig.
Komar ha dato un contributo significativo alla fisica come docente, ricercatore e amministratore. Aveva ampi interessi in numerose altre materie. In relatività generale, nell'ambito della teoria delle quantità conservate, è noto per il superpotenziale di Komar.

## Alcuni lavori
- A. B. Komar, The quantitative epistemological content of Bohr's Correspondence Principle, in Synthese, vol. 21, n. 1, 1970,  pp. 83-92, DOI:10.1007/bf00414189.
- Arthur Komar, Covariant Conservation Laws in General Relativity, in Phys. Rev., vol. 113, n. 3, 1959,  p. 934, DOI:10.1103/PhysRev.113.934.
- A. B. Komar, Positive-Definite Energy Density and Global Consequences for General Relativity, in Phys. Rev., vol. 129, n. 4, 1963,  p. 1873, Bibcode:1963PhRv..129.1873K, DOI:10.1103/PhysRev.129.1873.
- A. B. Komar, Asymptotic Covariant Conservation Laws for Gravitational Radiation, in Phys. Rev., vol. 127, n. 4, 1962,  p. 1411, Bibcode:1962PhRv..127.1411K, DOI:10.1103/PhysRev.127.1411.
- A. B. Komar, Enlarged gauge symmetry of gravitation theory, in Phys. Rev. D, vol. 30, n. 2, 1984,  pp. 305-308, Bibcode:1984PhRvD..30..305K, DOI:10.1103/PhysRevD.30.305 (archiviato dall'url originale il 24 giugno 2013).
- A. B. Komar, Relativistic action at a distance and quasiseparability, in Phys. Rev. D, vol. 24, n. 8, 1981,  pp. 2330-2331, Bibcode:1981PhRvD..24.2330K, DOI:10.1103/PhysRevD.24.2330 (archiviato dall'url originale il 24 giugno 2013).
- A. B. Komar, Necessity of Singularities in the Solution of the Field Equations of General Relativity, in Physical Review, vol. 104, n. 2, 1956,  pp. 544-546, Bibcode:1956PhRv..104..544K, DOI:10.1103/PhysRev.104.544.